# Fredede bygninger i Næstved Kommune
Denne liste over fredede bygninger i Næstved Kommune viser alle fredede bygninger i Næstved Kommune, bortset fra kirker. Listen bygger på data fra Kulturarvsstyrelsen.
| Sagsnavn                                         | Komplekstype            | Opførelsesår | Adresse                                    | Koordinater                                   | Fredningsår (1. fredning) | ID (Link til Kulturarv.dk) | Billede     |
| ------------------------------------------------ | ----------------------- | ------------ | ------------------------------------------ | --------------------------------------------- | ------------------------- | -------------------------- | ----------- |
| Apostelhuset                                     |                         | 1510         | Riddergade 5A, 4700 Næstved                | 55°13′45″N 11°45′35″Ø / 55.22918°N 11.75982°Ø |                           | 370-19429-1                | Upload foto |
| Borrehøjgård                                     | Stuehus                 | 1827         | Teglværksvej 4, 4733 Tappernøje            | 55°09′23″N 11°56′46″Ø / 55.15639°N 11.94604°Ø |                           | 370-4858-1                 | Upload foto |
| Brogade 2 Wittusens Gård                         | Købmandsgård            | 1775         | Brogade 2A, 4700 Næstved                   | 55°13′51″N 11°45′18″Ø / 55.23095°N 11.75499°Ø |                           | 370-11858-1                | Upload foto |
| Brogade 2                                        | Pakhus                  | 1825         | Møllegade 7A, 4700 Næstved                 | 55°13′51″N 11°45′16″Ø / 55.23088°N 11.75450°Ø |                           | 370-11858-5                | Upload foto |
| Bækkeskov                                        |                         | 1796         | Bækkeskov Alle 1, 4733 Tappernøje          | 55°11′26″N 12°00′54″Ø / 55.19065°N 12.01512°Ø |                           | 370-3260-16                | Upload foto |
| Den gamle Rytterkaserne                          |                         | 1847         | Grønnegade 10D, 4700 Næstved               | 55°13′56″N 11°45′40″Ø / 55.23223°N 11.76120°Ø |                           | 370-13983-10               | Upload foto |
| Den gamle Rytterkaserne                          |                         | 1804         | Grønnegade 10F, 4700 Næstved               | 55°13′57″N 11°45′43″Ø / 55.23237°N 11.76185°Ø |                           | 370-13983-14               | Upload foto |
| Den gamle Rytterkaserne                          | Det nye ridehus         | 1888         | Grønnegade 10K, 4700 Næstved               | 55°13′57″N 11°45′47″Ø / 55.23261°N 11.76293°Ø |                           | 370-13983-23               | Upload foto |
| Den gamle Rytterkaserne                          |                         | 1799         | Grønnegade 10T, 4700 Næstved               | 55°13′54″N 11°45′42″Ø / 55.23158°N 11.76156°Ø |                           | 370-13983-4                | Upload foto |
| Den gamle Rytterkaserne                          |                         | 1855         | Grønnegade 10, 4700 Næstved                | 55°13′55″N 11°45′40″Ø / 55.23198°N 11.76101°Ø |                           | 370-13983-1                | Upload foto |
| Dom- og arresthuset - det tidl. rådhus i Næstved |                         | 1860         | Hjultorv 2, 4700 Næstved                   | 55°13′52″N 11°45′31″Ø / 55.23124°N 11.75848°Ø |                           | 370-14740-1                | Upload foto |
| Dom- og arresthuset - det tidl. rådhus i Næstved |                         |              | Ramsherred 2, 4700 Næstved                 | 55°13′53″N 11°45′32″Ø / 55.23127°N 11.75878°Ø |                           | 370-19185-1                | Upload foto |
| Engelholm                                        | Hovedbygning            | 1780         | Engelholmvej 3, 4733 Tappernøje            | 55°08′28″N 11°58′54″Ø / 55.14113°N 11.98179°Ø |                           | 370-3327-1                 | Upload foto |
| Fensmark Præstegård                              |                         | 1836         | Chr Winthersvej 2, 4684 Holmegaard         | 55°16′48″N 11°48′21″Ø / 55.27989°N 11.80580°Ø |                           | 370-6651-1                 | Upload foto |
| Fensmark Præstegård                              |                         | 1700         | Chr Winthersvej 2, 4684 Holmegaard         | 55°16′48″N 11°48′21″Ø / 55.27989°N 11.80580°Ø |                           | 370-6651-2                 | Upload foto |
| Fensmark Præstegård                              |                         | 1836         | Chr Winthersvej 2, 4684 Holmegaard         | 55°16′48″N 11°48′21″Ø / 55.27989°N 11.80580°Ø |                           | 370-6651-3                 | Upload foto |
| Fuirendal                                        |                         | 1609         | Fyrendalvej 14A, 4262 Sandved              | 55°14′58″N 11°30′43″Ø / 55.24957°N 11.51199°Ø |                           | 370-441-1                  | Upload foto |
| Fuirendal                                        |                         | 1609         | Fyrendalvej 14, 4262 Sandved               | 55°14′57″N 11°30′44″Ø / 55.24929°N 11.51217°Ø |                           | 370-441-2                  | Upload foto |
| Førslevgård                                      |                         | 1723         | Førslevvej 54, 4250 Fuglebjerg             | 55°16′41″N 11°34′42″Ø / 55.27792°N 11.57846°Ø |                           | 370-451-1                  | Upload foto |
| Gavnø                                            |                         | 1401         | Gavnø 2, 4700 Næstved                      | 55°11′20″N 11°43′31″Ø / 55.18883°N 11.72515°Ø |                           | 370-10262-1                | Upload foto |
| Gavnø Gartnerbolig                               |                         | 1900         | Gavnø 11, 4700 Næstved                     | 55°11′18″N 11°43′17″Ø / 55.18826°N 11.72146°Ø |                           | 370-10262-9                | Upload foto |
| Gavnø Gartnerbolig                               |                         | 1900         | Gavnø 13, 4700 Næstved                     | 55°11′19″N 11°43′18″Ø / 55.18853°N 11.72164°Ø |                           | 370-10262-10               | Upload foto |
| Glumsø Præstegård                                | Stuehus                 | 1777         | Storegade 24, 4171 Glumsø                  | 55°21′19″N 11°41′19″Ø / 55.35517°N 11.68854°Ø |                           | 370-31105-1                | Upload foto |
| Glumsø Præstegård                                |                         | 1834         | Storegade 24, 4171 Glumsø                  | 55°21′19″N 11°41′19″Ø / 55.35517°N 11.68854°Ø |                           | 370-31105-2                | Upload foto |
| Gunderslevholm                                   |                         | 1729         | Gunderslevvej 17, 4160 Herlufmagle         | 55°18′54″N 11°40′19″Ø / 55.31513°N 11.67193°Ø |                           | 370-491-1                  | Upload foto |
| Hammer Præstegård                                | Præstegård/stuehus      | 1680         | Byvej 11A, 4700 Næstved                    | 55°08′46″N 11°52′19″Ø / 55.14611°N 11.87198°Ø |                           | 370-3229-1                 | Upload foto |
| Hammer Præstegård                                | Degnebolig              | 1680         | Byvej 11B, 4700 Næstved                    | 55°08′46″N 11°52′20″Ø / 55.14604°N 11.87225°Ø |                           | 370-3229-2                 | Upload foto |
| Hammer Præstegård                                |                         | 1680         | Byvej 11C, 4700 Næstved                    | 55°08′45″N 11°52′18″Ø / 55.14578°N 11.87171°Ø |                           | 370-3229-4                 | Upload foto |
| Hammer Præstegård                                |                         | 1680         | Byvej 11, 4700 Næstved                     | 55°08′46″N 11°52′22″Ø / 55.14601°N 11.87278°Ø |                           | 370-3229-3                 | Upload foto |
| Hammershus                                       |                         | 1800         | Fyrendalvej 27, 4262 Sandved               | 55°14′53″N 11°30′48″Ø / 55.24801°N 11.51326°Ø |                           | 370-448-1                  | Upload foto |
| Harrestedgård                                    | Stuehus                 | 1350         | Slagelsevej 283C, 4700 Næstved             | 55°16′39″N 11°36′25″Ø / 55.27753°N 11.60686°Ø |                           | 370-10915-1                | Upload foto |
| Helligåndshuset                                  |                         | 1420         | Ringstedgade 4A, 4700 Næstved              | 55°13′56″N 11°45′30″Ø / 55.23231°N 11.75840°Ø |                           | 370-19437-1                | Upload foto |
| Herlufsholm                                      |                         | 1810         | Herlufsholm Alle 170, 4700 Næstved         | 55°14′45″N 11°44′47″Ø / 55.24582°N 11.74634°Ø |                           | 370-14544-25               | Upload foto |
| Herlufsholm                                      |                         | 1794         | Herlufsholm Alle 170, 4700 Næstved         | 55°14′45″N 11°44′47″Ø / 55.24582°N 11.74634°Ø |                           | 370-14544-29               | Upload foto |
| Herlufsholm                                      |                         | 1780         | Herlufsholm Alle 174, 4700 Næstved         | 55°14′51″N 11°44′55″Ø / 55.24737°N 11.74864°Ø |                           | 370-14544-20               | Upload foto |
| Herlufsholm                                      | Rektorbolig             | 1794         | Herlufsholm Alle 180A, 4700 Næstved        | 55°14′45″N 11°44′52″Ø / 55.24592°N 11.74788°Ø |                           | 370-14544-17               | Upload foto |
| Herlufsholm                                      |                         | 1261         | Herlufsholm Alle 182A, 4700 Næstved        | 55°14′45″N 11°44′54″Ø / 55.24585°N 11.74831°Ø |                           | 370-14544-1                | Upload foto |
| Herlufsholm                                      |                         | 1809         | Herlufsholm Alle 184, 4700 Næstved         | 55°14′42″N 11°44′52″Ø / 55.24510°N 11.74782°Ø |                           | 370-14544-3                | Upload foto |
| Herlufsholm                                      |                         | 1876         | Herlufsholm Alle 186, 4700 Næstved         | 55°14′43″N 11°44′50″Ø / 55.24534°N 11.74712°Ø |                           | 370-14544-5                | Upload foto |
| Holmegård                                        |                         | 1635         | Holmegaard Hovedbygning 1, 4684 Holmegaard | 55°16′28″N 11°50′15″Ø / 55.27455°N 11.83742°Ø |                           | 370-7005-1                 | Upload foto |
| Hotel Axelhus                                    |                         | 1830         | Axeltorv 9A, 4700 Næstved                  | 55°13′51″N 11°45′28″Ø / 55.23081°N 11.75768°Ø |                           | 370-11079-1                | Upload foto |
| Hotel Vinhuset                                   |                         | 1778         | Sct Peders Kirkeplads 4, 4700 Næstved      | 55°13′49″N 11°45′23″Ø / 55.23028°N 11.75646°Ø |                           | 370-20055-1                | Upload foto |
| Karrebæk Mølle                                   | Vindmølle               | 1865         | Karrebækvej 852, 4736 Karrebæksminde       | 55°11′32″N 11°39′18″Ø / 55.19211°N 11.65508°Ø |                           | 370-9319-1                 | Upload foto |
| Kompagnistræde 3 (Kompagnihuset)                 |                         | 1493         | Kompagnistræde 3, 4700 Næstved             | 55°13′45″N 11°45′28″Ø / 55.22915°N 11.75789°Ø |                           | 370-16836-1                | Upload foto |
| Næstved gamle Rådhus                             |                         | 1450         | Sct Peders Kirkeplads 5A, 4700 Næstved     | 55°13′49″N 11°45′27″Ø / 55.23028°N 11.75749°Ø |                           | 370-20056-1                | Upload foto |
| Ostenfeldts Stiftelse                            |                         | 1840         | Ostenfeldtsvej 7, 4700 Næstved             | 55°13′39″N 11°45′34″Ø / 55.22757°N 11.75954°Ø |                           | 370-18712-1                | Upload foto |
| Ostenfeldts Stiftelse                            |                         | 1840         | Ostenfeldtsvej 7, 4700 Næstved             | 55°13′39″N 11°45′34″Ø / 55.22757°N 11.75954°Ø |                           | 370-18712-2                | Upload foto |
| Riddergade 1 A                                   |                         | 1845         | Riddergade 1A, 4700 Næstved                | 55°13′46″N 11°45′36″Ø / 55.22941°N 11.76013°Ø |                           | 370-19426-1                | Upload foto |
| Riddergade 1 A                                   |                         | 1848         | Riddergade 1A, 4700 Næstved                | 55°13′46″N 11°45′36″Ø / 55.22941°N 11.76013°Ø |                           | 370-19426-2                | Upload foto |
| Riddergade 7                                     |                         | 1800         | Riddergade 7, 4700 Næstved                 | 55°13′45″N 11°45′35″Ø / 55.22903°N 11.75963°Ø |                           | 370-20626-1                | Upload foto |
| Ridderhuset                                      |                         | 1520         | Riddergade 3, 4700 Næstved                 | 55°13′45″N 11°45′36″Ø / 55.22924°N 11.75990°Ø |                           | 370-19427-1                | Upload foto |
| Rønnebæksholm, Grundtvigs Pavillon               |                         | 1852         | Rønnebæksholm 1, 4700 Næstved              | 55°13′12″N 11°47′40″Ø / 55.22009°N 11.79442°Ø |                           | 370-10108-3                | Upload foto |
| Saltø                                            |                         | 1800         | Saltøvej 59, 4700 Næstved                  | 55°13′38″N 11°37′57″Ø / 55.22718°N 11.63237°Ø |                           | 370-9471-2                 | Upload foto |
| Saltø                                            |                         | 1800         | Saltøvej 59, 4700 Næstved                  | 55°13′38″N 11°37′57″Ø / 55.22718°N 11.63237°Ø |                           | 370-9471-3                 | Upload foto |
| Saltø                                            |                         | 1200         | Saltøvej 61, 4700 Næstved                  | 55°13′37″N 11°37′57″Ø / 55.22706°N 11.63240°Ø |                           | 370-9471-1                 | Upload foto |
| Sankt Peders Kirkeplads 3 og Kirkestræde 3       | Oberst Schwanes Gård    | 1606         | Kirkestræde 3, 4700 Næstved                | 55°13′49″N 11°45′26″Ø / 55.23040°N 11.75733°Ø |                           | 370-20054-1                | Upload foto |
| Sankt Peders Kirkeplads 3 og Kirkestræde 3       |                         | 1606         | Sct Peders Kirkeplads 3, 4700 Næstved      | 55°13′49″N 11°45′27″Ø / 55.23029°N 11.75737°Ø |                           | 370-20054-2                | Upload foto |
| Snesere Rytterskole                              | Enfamiliehus            | 1724         | Bårsevej 4, 4733 Tappernøje                | 55°09′51″N 11°55′54″Ø / 55.16416°N 11.93157°Ø |                           | 370-3033-1                 | Upload foto |
| Snesere Tromlehus                                |                         | 1928         | Bårsevej 3D, 4733 Tappernøje               | 55°09′50″N 11°55′54″Ø / 55.16379°N 11.93154°Ø |                           | 370-5918-1                 | Upload foto |
| Sparresholm                                      |                         | 1609         | Sparresholmvej 4, 4684 Holmegaard          | 55°14′13″N 11°57′02″Ø / 55.23694°N 11.95055°Ø |                           | 370-7718-1                 | Upload foto |
| Stenboderne i Næstved                            | Boderne                 | 1477         | Sct Peders Kirkeplads 8, 4700 Næstved      | 55°13′48″N 11°45′23″Ø / 55.22989°N 11.75647°Ø |                           | 370-20058-1                | Upload foto |
| Stenboderne i Næstved                            | Boderne                 | 1477         | Sct Peders Kirkeplads 10, 4700 Næstved     | 55°13′47″N 11°45′25″Ø / 55.22977°N 11.75681°Ø |                           | 370-20058-2                | Upload foto |
| Stenboderne i Næstved                            | Boderne                 | 1480         | Sct Peders Kirkeplads 12, 4700 Næstved     | 55°13′47″N 11°45′25″Ø / 55.22971°N 11.75695°Ø |                           | 370-20059-1                | Upload foto |
| Tybjerggård                                      |                         | 1777         | Tybjergvej 20, 4160 Herlufmagle            | 55°20′53″N 11°48′26″Ø / 55.34808°N 11.80735°Ø |                           | 370-31322-1                | Upload foto |
| Tystrup Præstegård                               |                         | 1770         | Bakkegårdsvej 2, 4250 Fuglebjerg           | 55°21′43″N 11°33′47″Ø / 55.36185°N 11.56315°Ø |                           | 370-149-2                  | Upload foto |
| Viborggård                                       | Hovedhus til Viborggård | 1805         | Fensmarkvej 9, 4160 Herlufmagle            | 55°18′10″N 11°46′33″Ø / 55.30280°N 11.77596°Ø |                           | 370-29646-1                | Upload foto |